# دانشگاه وایومینگ

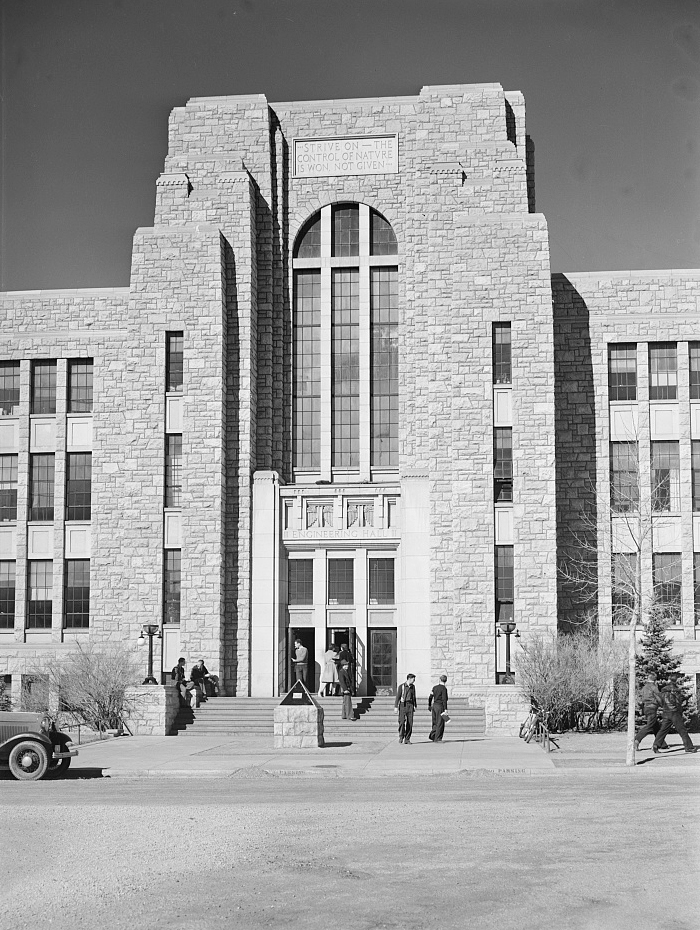
دانشکده مهندسی

دانشگاه وایومینگ (به انگلیسی: University of Wyoming) تأسیس ۱۸۸۶، یکی از دانشگاه‌های ایالات متحده آمریکا بوده و در وایومینگ واقع است.
این دانشگاه در شهر کوچک لارامی واقع گردیده، سیزده هزار دانشجو داشته و در ده‌ها رشته مدارج دکترا نیز ارائه می‌دهد.

## دانشکده ها
- کشاورزی و منابع طبیعی
- هنر و علوم
- تجارت (بیزینس)
- آموزش
- مهندسی و علوم کاربردی
- علوم سلامت
- حقوق